# 段補
段補（1530年—？），字希仲，號后川，陝西臨洮府蘭州軍籍山西陽曲縣人，明朝政治人物。

## 生平
嘉靖三十一年（1552年）壬子科陝西鄉試第五十四名舉人。隆慶五年（1571年），登辛未科會試第三百二十九名，三甲一百三十一名進士。户部觀政，授直隸曲周縣知縣，萬曆元年（1573年）調河間縣，擢南京戶部主事，丁憂歸，以清廉能幹聞名。晚年在五泉山依岩做洞，築東園南村別墅，讀書講學。卒葬五泉山塔子坪。

## 家族
曾祖父段曠；祖父段增，贈奉政大夫南京兵部郎中；父段續，御史、按察司副使加從三品俸。母劉氏（封宜人）；前母陳氏（贈宜人）；前母陳氏。慈侍下。弟表、裳、袍。